# Alexander Raytchev
Alexander Raytchev (bulgarisch Александър Александров Райчев, Aleksandar Aleksandrow  Rajtschew; * 15. März 1975 in Sofia, Bulgarien) ist ein bulgarischer klassischer Pianist und Komponist, der in Deutschland lebt.

## Leben
Raytchev stammt aus einer Künstlerfamilie, sein Vater ist der Komponist Aleksandar Iwanow Rajtschew. Seine Mutter, Milena Atanassowa, war Schauspielerin am Nationaltheater „Iwan Wasow“.
Mit fünf Jahren erhielt Alexander Raytchev den ersten Klavierunterricht. Mit elf Jahren gewann er den bulgarischen  Wettbewerb Prowadia. Kurze Zeit darauf erhielt er Einladungen zum Baden-Badener Brahms-Symposium und wurde in Japan für seine Kompositionen ausgezeichnet. Nach dem Abitur in Sofia 1993 studierte Raytchev Klavier und Komposition an der Hochschule für Musik in Trossingen und parallel dazu in Sofia bei Jowtscho Kruschew. Anschließend bestand er sein Konzertexamen an der Hochschule für Musik und Theater in Hannover bei Arie Vardi und Bernd Goetzke.
Raytchev lebt in Hamburg. Von hier starten seine internationalen Konzerttourneen. Seit 2004 ist der Pianist Erster Gastsolist der Philharmonie Sofia.
Alexander Raytchevs Leidenschaft gilt Programmen mit Literatur und Musik, unter anderem das CD-Projekt Höre mein Herz mit Ulrich Tukur. In Zusammenarbeit mit dem Planetarium Hamburg entwickelt Alexander Raytchev Multimedia-Programme, eine Symbiose von klassischer Musik und Bildprojektionen. Er ist Teil verschiedener Kammermusikensembles u. a. mit Sängern der Staatsoper Hannover und Hamburger Symphonikern.